# Юдин, Александр Васильевич
Алекса́ндр Васи́льевич Ю́дин (1921 — 2 октября 1943) — участник Великой Отечественной войны, наводчик орудия 69-го отдельного истребительно-противотанкового дивизиона 62-й гвардейской стрелковой дивизии 37-й армии Степного фронта, Герой Советского Союза, гвардии младший сержант.

## Биография
А. В. Юдин родился в 1921 году в посёлке Садовый в крестьянской семье. По национальности русский.
Призван в Красную Армию в годы Великой Отечественной войны, 5 апреля 1943 года. С 12 июня того же года в действующей армии.
Принимал участие в боях в должности наводчика орудия при форсировании Днепра и укреплении на захваченном плацдарме. 2 октября 1943 года в районе села Мишурин Рог Верхнеднепровского района Днепропетровской области Украины подбил вражеский танк, уничтожил четыре огневые точки и до десяти солдат противника. В этом бою погиб.
Указом Президиума Верховного Совета СССР от 22 февраля 1944 года за образцовое выполнение боевых заданий командования при форсировании реки Днепр, развитие боевых успехов на правом берегу реки и проявленные при этом отвагу и геройство гвардии младшему сержанту Юдину Александру Васильевичу присвоено звание Героя Советского Союза посмертно.
Похоронен в братской могиле в селе Мишурин Рог Верхнеднепровского района Днепропетровской области.

## Награды
- Медаль «Золотая Звезда» Героя Советского Союза;
- орден Ленина;
- Орден Отечественной войны II степени (4.11.1943)[2].

## Память
- В городе Каменке установлен бюст Героя.
- Сооружен мемориал в селе Мишурин Рог.